# Mabama
Mabama è una circoscrizione mista (mixed ward) della Tanzania situata nel distretto di Uyui, regione di Tabora. Conta una popolazione di 20 384 abitanti (censimento 2012).